# Heyderia agariciphila
Heyderia agariciphila är en svampart som beskrevs av Gamundí 1977. Heyderia agariciphila ingår i släktet Heyderia och familjen Hemiphacidiaceae.   Inga underarter finns listade i Catalogue of Life.